# Monsieur Shome

Monsieur Shome (Bhuvan Shome) est un film indien réalisé par Mrinal Sen et sorti en 1969.

## Synopsis
Les mésaventures comiques d'un fonctionnaire bourgeois indien affecté d'une rigidité très victorienne. Selon Mrinal Sen, dans le film, 

## Fiche technique
- Titre du film : Monsieur Shome
- Titre original : Bhuvan Shome
- Production, réalisation et scénario : Mrinal Sen
- Sujet : Balaichand Mukherjee (Banaphool)
- Commentaire : Yagya Sharma
- Photographie : K. K. Mahajan, noir et blanc
- Musique : Vijay Raghava Rao
- Durée : 96 minutes
- Pays d'origine :  Inde
- Langue originale : hindi
- Genre : Comédie satirique
- Date de sortie : 1969

## Distribution
- Amitabh Bachchan : la voix du commentateur
- Utpal Dutt : Bhuvan Shome
- Suhasini Mulay : Gauri
- Sekhar Chatterjee
- Sadhu Meher : Jadhav
- Rochak Pundit
- Punya Das

## Accueil

### Critique
- « Bhuvan Shome fut tourné en 1969 et j'ai le sentiment qu'il constitua un départ radical par rapport à mes précédents films et aussi par rapport au style habituel des films indiens. Je l'ai abordé comme une sorte de comédie se moquant de la moralité dominant notre société, la déterminant et continuant à se développer sur elle. Notre intention ne fut jamais d'apprivoiser un dur bureaucrate. Au contraire, notre intention fut de « corrompre » un bureaucrate souffrant de moralité victorienne. » (Mrinal Sen, interview par Udayan Gupta)
- « Tourné en hindi pour élargir son audience, Monsieur Shome est un film « à la Tati » [ … ] qui magnifie la banalité dans une tonalité légère parcourue d'un humour ravageur. Ce film satirique est situé à la fin des années 1940 juste après l'Indépendance, ce qui permet de brocarder les tics « victoriens » des bourgeois « bhadraloks » de Calcutta hérités des Britanniques et de présenter l'intense bouillonnement politique et social de la métropole bengalie à travers des images documentaires. » (Yves Thoraval : Les Cinémas de l'Inde, L'Harmattan)

### Distinctions
Le film a été présenté à la Quinzaine des réalisateurs, en sélection parallèle du festival de Cannes 1970.